# Heunburg

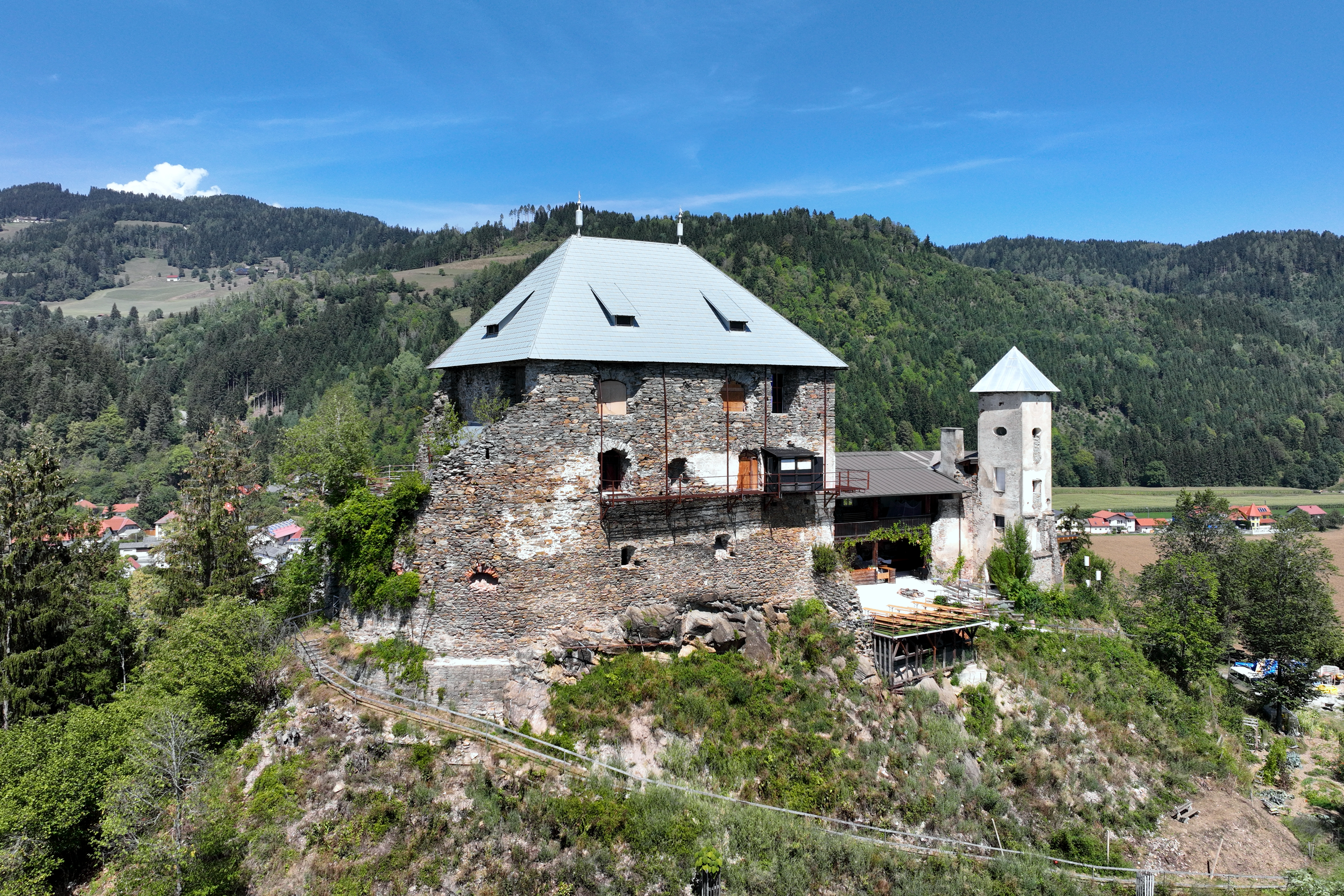
Borgruinen Heunburg

Heunburg, även Haimburg, är en borgruin i tätorten Haimburg i den österrikiska kommunen Völkermarkt. 
Borgen omnämndes för första gången 1103 som Huneburch. Grevarna av Heunburg är kända från 1070-talet. Från den här tiden härstammar huvudborgen. Ätten dog ut 1322 och Heunburg ärvdes av greven av Pfannberg. 1362 övergick borgen i greven av Görz ägo och 1460 fick habsburgarna borgen i freden av Pusarnitz. Under senmedeltiden byggdes förborgen med borggård, cistern och nordtrakten samt det sjuv åningar höga porttornet i öster. Även därefter bytte borgen sin ägare ganska ofta. Borgen var troligtvis bebodd fram till 1700-talet. 1749 förstördes en del av borgen i en stor brand.
1989 började en förening att restaurera borgen som är i privat ägo. Sedan 1995 anordnas en teaterfestival på somrarana.